# Cyaneolytta depressicornis
Cyaneolytta depressicornis es una especie de coleóptero de la familia Meloidae.

## Distribución geográfica
Habita en Senegal.